# Matthew Rolston
Matthew Russell Rolston (Los Angeles, 1º marzo 1955) è un fotografo statunitense di moda, lavora anche come regista nel campo dei video musicali e degli spot pubblicitari.

## Biografia
Scoperto e lanciato da Andy Warhol nel corso della sua carriera le sue fotografie sono apparse in riviste come Harper's Bazaar, GQ, Interview, Marie Claire, Vogue, Cosmopolitan, The New York Times Magazine, Esquire, W, Vanity Fair e Rolling Stone ed ha lavorato con numerosi stilisti e aziende come GAP, Ralph Lauren, Neutrogena, Campari, L'Oréal, Clairol, Estée Lauder, Pantene, Burberry, Maybelline, Levi's, Bacardi, Elizabeth Arden, General Motors, Max Factor, Old Navy e Revlon.
I Suoi lavori sono stati esposti in Europa, Giappone e Stati Uniti incluso al Whitney Museum of American Art di New York. Una collezione delle sue fotografie è stata pubblicata nel 1991 nel libro Big Pictures. É apparso numerose volte come ospite nel reality America's Next Top Model.

## Videografia
1989
- Don Henley - "The Last Worthless Evening"
- Jody Watley - "Precious Love"

1990
- Jody Watley - "After You, Who?"

1991
- Karyn White - "Romantic"

1992
- En Vogue - "My Lovin' (You're Never Gonna Get It)"

1993
- Salt-n-Pepa & En Vogue - "Whatta Man"
- Debbie Gibson - "Losin' Myself"
- David Bowie - "Miracle Goodnight"

1994
- TLC - "Creep"
- Salt-n-Pepa - "None of Your Business"
- New Kids on the Block - "Never Let You Go"
- Eternal - "Just A Step From Heaven"
- Jon Secada - "If You Go"
- Crystal Waters - "100% Pure Love"
- Brand New Heavies - "Brother Sister"

1995
- Quincy Jones feat. Babyface, Tamia, Portrait & Barry White - "Slow Jams"
- Mary J. Blige - "I'm Goin' Down"
- TLC - "Red Light Special"
- Brandy - "Best Friend"
- Seal - "Kiss from a Rose"
- Paula Abdul - "Crazy Cool"
- Quincy Jones feat. Tamia - "You Put a Move on My Heart"

1996
- En Vogue - "Don't Let Go (Love)"
- Lenny Kravitz - "Can't Get You off My Mind"
- Bryan Adams - "The Only Thing That Looks Good on Me Is You"
- Bryan Adams - "Let's Make a Night to Remember"
- Paula Abdul - "Ain't Never Gonna Give You Up"

1997
- En Vogue - "Whatever"
- Jewel - "Foolish Games"
- Salt-n-Pepa feat. Sheryl Crow - "Imagine"
- Maxwell - "Sumthin' Sumthin' the Mantra"
- Lori Carson - "Something's Got Me"
- Morrissey - "Alma Matters"
- Marilyn Manson - "Long Hard Road Out of Hell"

1998
- Matchbox Twenty - "Real World"
- Foo Fighters - "Walking After You"
- Garbage - "I Think I'm Paranoid"
- Natalie Imbruglia - "Wishing I Was There"
- Lenny Kravitz - "Thinking of You"
- Madonna - "The Power of Good-Bye"
- Natalie Imbruglia - "Smoke"
- Sheryl Crow - "There Goes the Neighborhood"
- Janet Jackson - "Every Time"

1999
- Jewel - "Jupiter (Swallow the Moon)"
- Jewel - "What's Simple Is True"

2000
- Lucie Silvas - "* It's Too Late – album di Wilson Pickett del 1963"
- Melanie B - "Word Up"
- M2M - "Mirror Mirror"
- Lucy Pearl - "Don't Mess with My Man"
- Backstreet Boys - "Shape of My Heart"

2001
- Mandy Moore - "In My Pocket"
- Poe - "Hey Pretty"
- Destiny's Child - "Bootylicious"
- Dido - "Hunter"

2002
- Faith Evans - "I Love You"
- Lenny Kravitz - "Believe in Me"
- Beyoncé - "Work It Out"
- LeAnn Rimes - "Life Goes On"
- Enrique Iglesias - "Love to See You Cry"
- Nick Carter - "Do I Have to Cry for You?"

2003
- Anastacia - "Love Is a Crime"
- Clay Aiken - "This Is the Night"
- Dream feat. Loon - "Crazy"
- Sugababes - "Hole in the Head"

2004
- Jamelia - "Thank You"
- George Michael - "Amazing"
- Sugababes - "In the Middle"
- Jessica Simpson - "Angels"
- Christina Milian - "Dip It Low"
- Brandy - "Afrodisiac"

2005
- Slim Thug feat. The Three Bad Girls - "Inside"
- Natasha Bedingfield - "I Bruise Easily"
- Sugababes - "Push the Button"
- Destiny's Child - "Stand up for Love"
- Eurythmics - "I've Got a Life"
- Mary J. Blige - "Be Without You"

2006
- Jewel - "Again and Again"
- Jessica Simpson - "I Belong to Me"
- Beyoncé - "Listen"

2007
- Hilary Duff - "With Love"
- Christina Aguilera - "Candyman"
- Avril Lavigne - "Hot"
- Jordin Sparks - "Tattoo"

2008
- Heidi Montag - "Body Language"
- Corbin Bleu - "Celebrate You"

2009
- Miley Cyrus - "The Climb"

2012
- Kimbra - "Two Way Street"
- Brandy - "Wildest Dreams"

2014
- Hilary Duff - "Chasing the Sun"